# Brian Schmidt
Brian Paul Schmidt (Missoula, 24 februari 1967) is een Australisch astronoom en natuurkundige van Amerikaanse afkomst. Samen met Saul Perlmutter en Adam Riess won hij in 2011 de Nobelprijs voor Natuurkunde voor hun ontdekking dat het heelal steeds sneller uitdijt.
Schmid is verbonden aan het Mount Stromlo Observatory en is hoogleraar sterrenkunde aan de Australian National University te Weston Creek.

## Biografie
Schmidt werd geboren in de bergen van Montana als enig kind van Dana en Donna Schmidt. Op zijn dertiende verhuisde hij naar Anchorage in Alaska waar hij de Barlett High School bezocht. Na zijn afstuderen in 1985 ging hij naar de universiteit van Arizona, die hij in 1989 afsloot met een bachelordiploma in zowel de natuurkunde als de astronomie. Zijn mastergraad behaalde hij in 1992 aan de Harvard-universiteit en promoveerde er een jaar later. Zijn scriptieonderzoek, onder begeleiding van Robert Kirshner, betrof via type II supernova’s, expanderende fotosferen, de hubbleconstante te bepalen.
Aan Harvard ontmoette hij de uit Australië afkomstige promovendus Jennifer Gordon die in 1992 zijn echtgenote werd. Voordat hij in 1994 met haar naar Australië verhuisde was hij als postdoc fellow werkzaam bij het Harvard-Smithsonian Center for Astrophysics.
Samen met Kirshner en Adam Riess leidde hij het High-z Supernova Search Team, die als eerste rapporteerde dat, op basis van waarnemingen van type Ia supernova's, de expansiesnelheid van het universum toeneemt. Deze supernova's hebben een voorspelbare helderheid en zijn dus zeer bruikbaar voor het afleiden van afstanden. Kort na de oprichting aanvaarde Smith een baan als Distinguish Professor aan het Australian National University en het Mount Stromlo Observatory. De leiding van het team werd overgenomen door Reiss, desondanks bleef Schmidt bij het team betrokken.
Deze waarnemingen waren echter tegenstrijdig aan de toen heersende theorie dat de uitdijing van het heelal langzaam afnam. Deze theorie hield echter niet stand naarmate er meer supernova's werden gevonden die voldeden aan het gevonden patroon. Gelijktijdig werden vergelijkbare resultaten gevonden door het Supernova Cosmology Project onder leiding van Perlmutter.
Het gemeenschappelijke bewijs tussen de twee concurrerende studies leidde tot de acceptatie van versnelde uitdijing en zorgde voor nieuw onderzoek naar de verklaring over de natuur van het universum, zoals de aanwezigheid van donkere energie en de mogelijke (her)invoering van Einsteins kosmologische constante.

Het [donkere energie] lijkt te zijn dat de ruimte zelf verbonden is, en in tegenstelling tot donkere materie, die de ruimte aantrekt, heeft dit een soort tegengesteld effect, tegen de zwaartekracht in, dat maakt dat het heelal door zichzelf wordt afgestoten.

## Erkenning

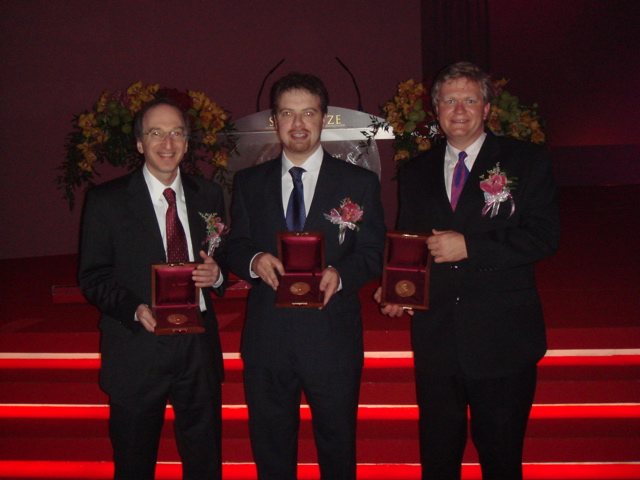
Perlmutter, Riess en Schmidt tijden de 2006 uitreiking van The Shaw Prize in de astronomie. Het trio zou later in 2011 worden onderscheiden met de Nobelprijs.

Van de Australische overheid ontving Schmidt in 2000 de Malcolm McIntosh Prize. Daarnaast werd hij onderscheiden met de J.L. Pawsey Medal (2001) van de Australian Academy of Science, de The Shaw Prize (2006, samen met Perlmutter en Riess), de Gruber Prize in Cosmology (2007, met Perlmutter) en in 2011 de Nobelprijs voor Natuurkunde.